# Фупин (Баодин)
Фупи́н (кит. упр. 阜平, пиньинь Fùpíng) — уезд городского округа Баодин провинции Хэбэй (КНР).

## История
Уезд был создан при чжурчжэньской империи Цзинь в 1193 году. При империи Мин был подчинён Чжэньдинской управе (真定府), при империи Цин в 1723 году переименованной в Чжэндинскую управу (正定府).
В 1949 году был образован Специальный район Динсянь (定县专区), и уезд вошёл в его состав. В 1954 году Специальный район Динсянь был расформирован, и уезд был передан в состав Специального района Баодин (保定专区).
В 1968 году Баодинский специальный район был переименован в Округ Баодин (保定地区). Постановлением Госсовета КНР от 23 декабря 1994 года округ Баодин и город Баодин были расформированы, а на их территории был образован Городской округ Баодин.

## Административное деление
Уезд Фупин делится на 6 посёлков и 7 волостей.